# جمع مکسر
جمع مُکَسَّر یا جمع شکسته یکی از گونه‌های جمع واژه‌هاست که در زبان‌های سامی مانند عربی، عبری، آمهری و یا در زبان‌های آفریقایی مانند بربر یافت می‌شود و میان این زبان‌ها، در عربی بیشترین کاربرد را دارد. این جمع با افزودن یا کاستن یا جابه‌جا کردن یک واج (حرف) یا چند واج در یک واژه انجام می‌شود. جمع مکسر با جمع سالم یکی نیست.

## عربی
زبان عربی افزون بر داشتن جمع مکسر، از جمع سالم هم برخوردار است. 
نمونه:
در زبان‌های سامی، بیشتر واژگان دارای ریشه‌های سه واجی هستند. از این رو، کمابیش همهٔ واژه‌های سه حرفی در عربی تک (مفرد) هستند. 
| واژه‌های مفرد | جمع شکسته |
| ------------ | --------- |
| رقم          | أرقام     |
| عدد          | أعداد     |
| خبر          | أخبار     |
| طرف          | أطراف     |
| دین          | أدیان     |
| جدّ           | أجداد     |
| إمام         | أئمة      |
| نبيء         | أنبیاء    |
| رفیق         | رفقاء     |

واژگانی که در فارسی جمع مکسر هستند همگی ریشه عربی دارند.